# Seaca, Teleorman
Seaca là một xã thuộc hạt Teleorman, România. Dân số thời điểm năm 2002 là 2882 người.